# 大峰山

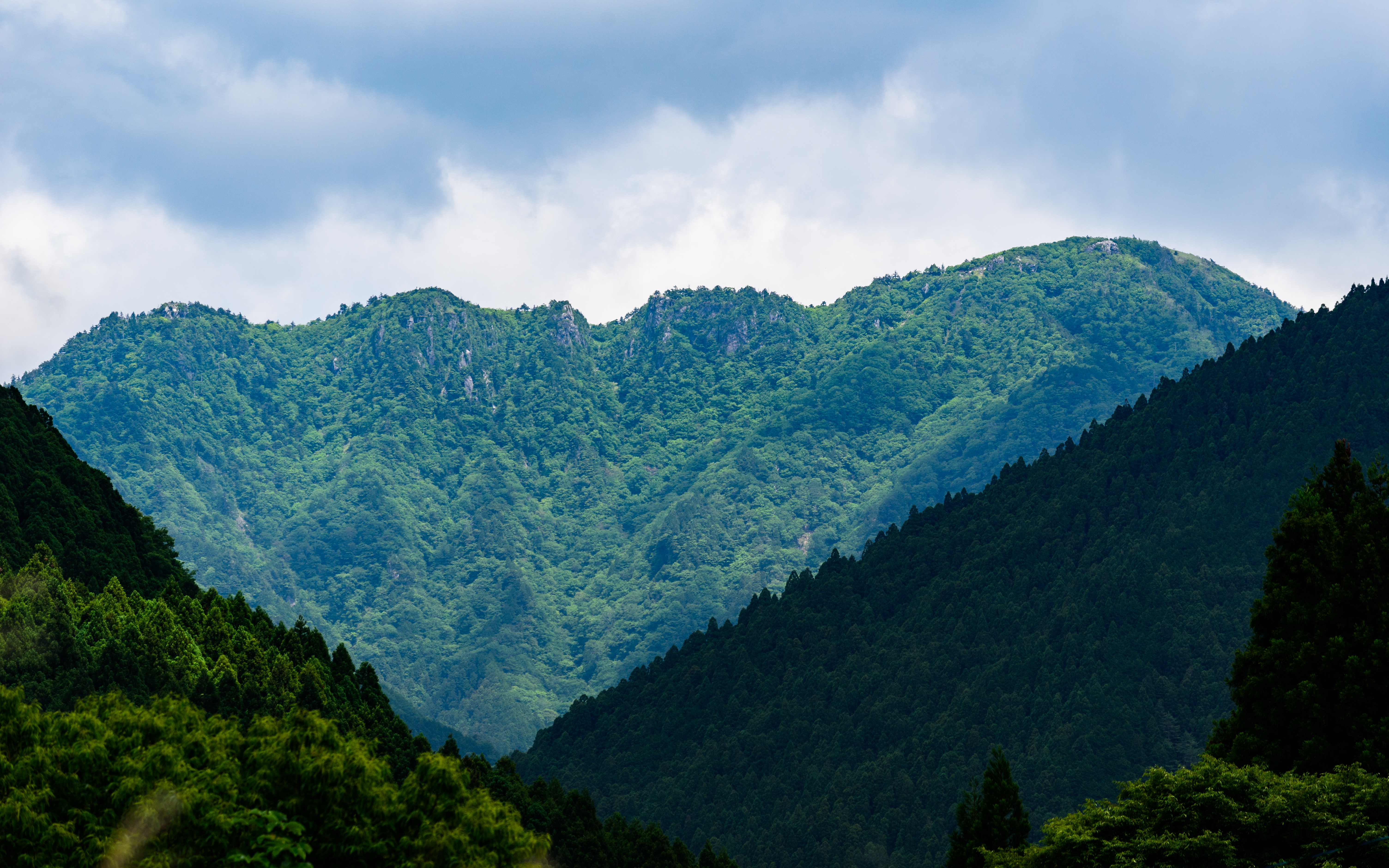
山上ヶ岳を西北西から望む
天川村の洞川地区から撮影

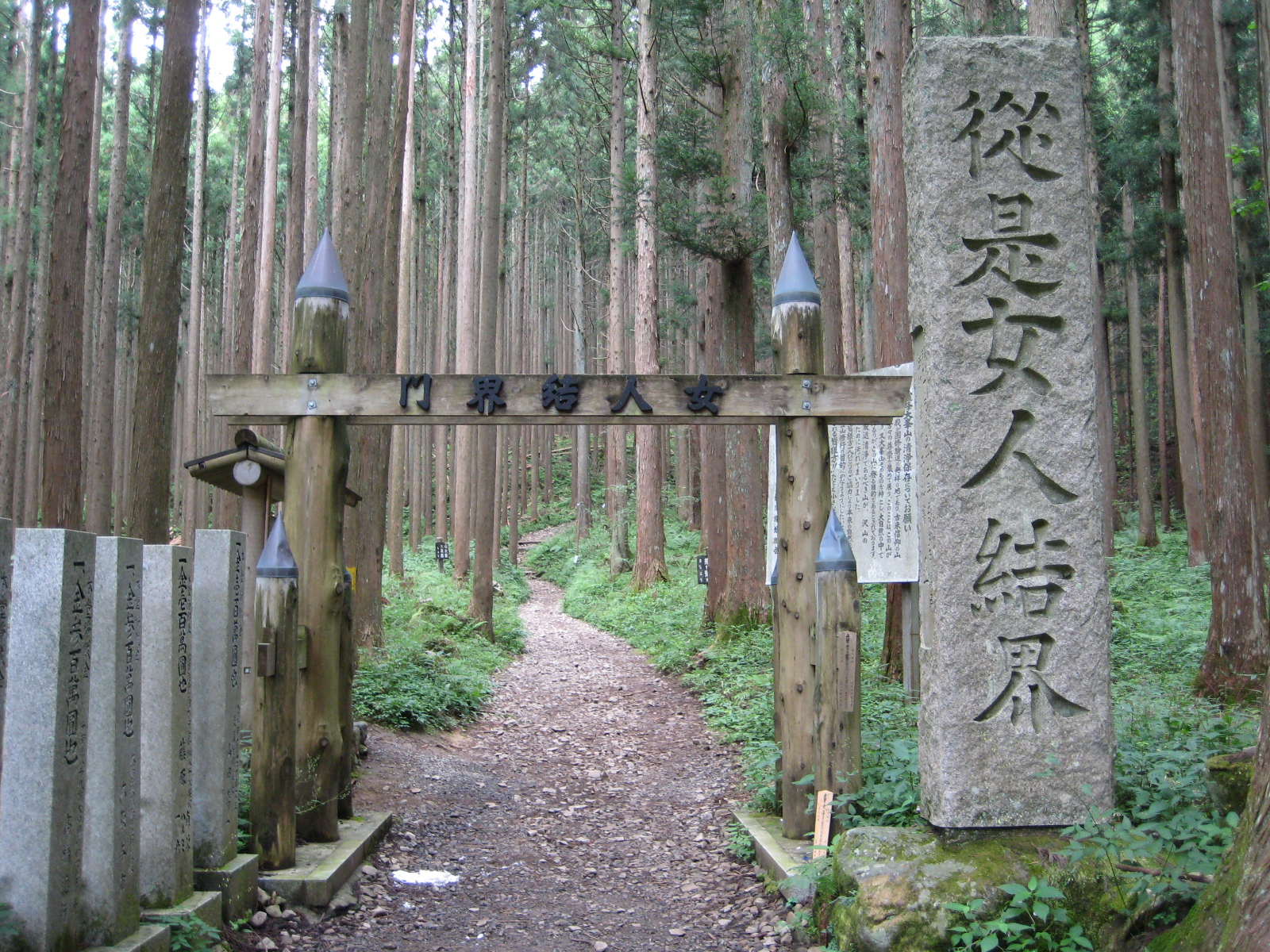
女人結界門

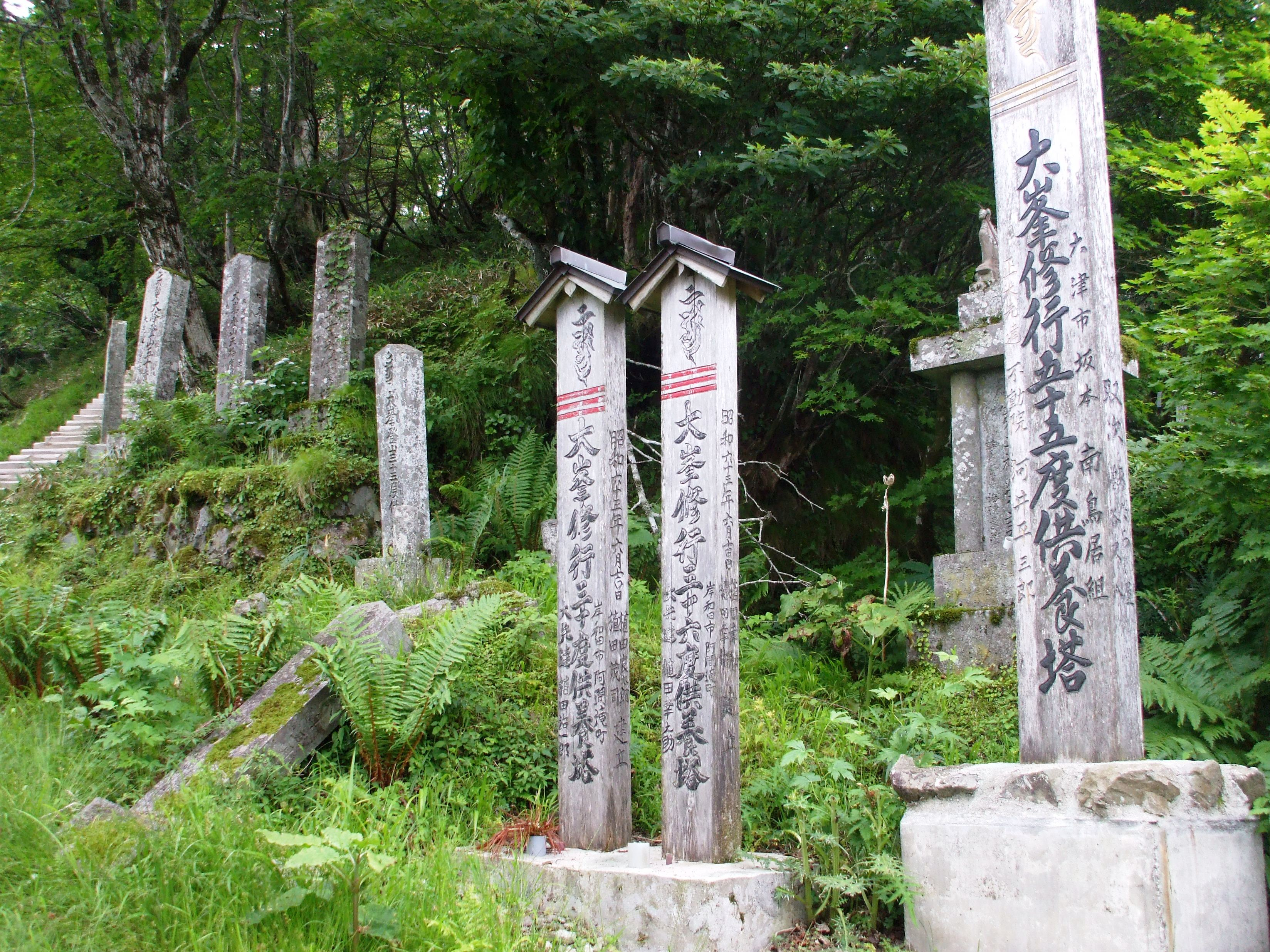
登山道の一風景

大峰山（おおみねさん）は、奈良県の南部にある山。大峯山とも。
現在では広義には大峰山脈を、狭義には山上ヶ岳（さんじょうがたけ）を指す。歴史的には「大峰山」は、大峰山脈のうち山上ヶ岳の南にある小篠（おざさ）から熊野までの峰々の呼び名であった。対して小篠から山上ヶ岳を含み尾根沿いに吉野川河岸までを金峰山という。歴史的に使われてきた呼称および修験道の信仰では、青根ヶ峰より南を「大峯」、以北を吉野としてきた。
この一帯は1936年（昭和11年）に吉野熊野国立公園に指定され、1980年（昭和55年）にはユネスコの生物圏保護区（ユネスコエコパーク）に登録（登録名：大台ケ原・大峯山・大杉谷）、さらに2004年（平成16年）7月、ユネスコの世界遺産に「紀伊山地の霊場と参詣道」の文化的景観を示す主要な構成要素として、史跡「大峯山寺」「大峯奥駈道」ほかが登録された。大峯寺は女性の入山を禁止する女人禁制を採っているが、国立公園内の公道であるため、法律違反であり、人権的に不当である、と改善運動が起きている。

## 概要
吉野から熊野に至る大峯奥駈道は、古来の自然信仰と渾然一体となった中国渡来の神仙思想や道教、仏教の修行のために、藤原京や平城京からこの地を訪れた僧侶（修験者）によって切り開かれたことに始まり、飛鳥時代の終わり頃の文部天皇の時期に役小角によって開山された。熊野修験が勢力を伸ばす中で長久年間（1040年 - 1044年）に修験者（義叡、長円）により熊野から吉野までの大峯奥駈道が体系付けられた。山伏が大峯で修行することを「峯（みね）入り」「入峯（にゅうぶ）」と言い、熊野から吉野へ抜けることを「順峯」、吉野から熊野まで詣でることを「逆峯」と呼んでいる。室町時代以降、京都などに近い吉野から入山する逆峯が多くなった。
大峯山は役小角を開祖とする修験道の根本道場とされ、奈良県の山上ヶ岳は現在でも女人禁制を堅持している。
深田久弥の随筆『日本百名山』やそれを元にした各種一覧表では、大峰山 (1,915 m) とあるが、これは広義でいう大峰山の最高峰「八経ヶ岳」（八剣山）の標高である。『日本百名山』において深田久弥は山麓の吉野郡天川村洞川（どろがわ）から山上ヶ岳に登った。宿坊で泊まり翌朝山頂に立つとそこから南へと大峰山脈縦走路（大峯奥駈道）に入り大普賢岳、行者還岳を経て夕方に弥山（みせん）の山小屋に着き、翌朝に近畿の最高地点である八経ヶ岳の山頂に登った。縦走路はさらに南へ続くが大峰山最高峰到達に満足し山を下ったとされる。
大峰山の麓、天川村には日本三大弁財天の一つ（異説もあるが）で古い歴史を持つ天河大弁財天社があり、弥山の山頂にはその奥宮がある。
1984年（昭和59年）8月、大峰山寺の解体修理に伴う外陣回りの発掘調査で、山岳宗教史上の大発見として黄金仏2体が検出された。

## 主な山岳

### 山上ヶ岳

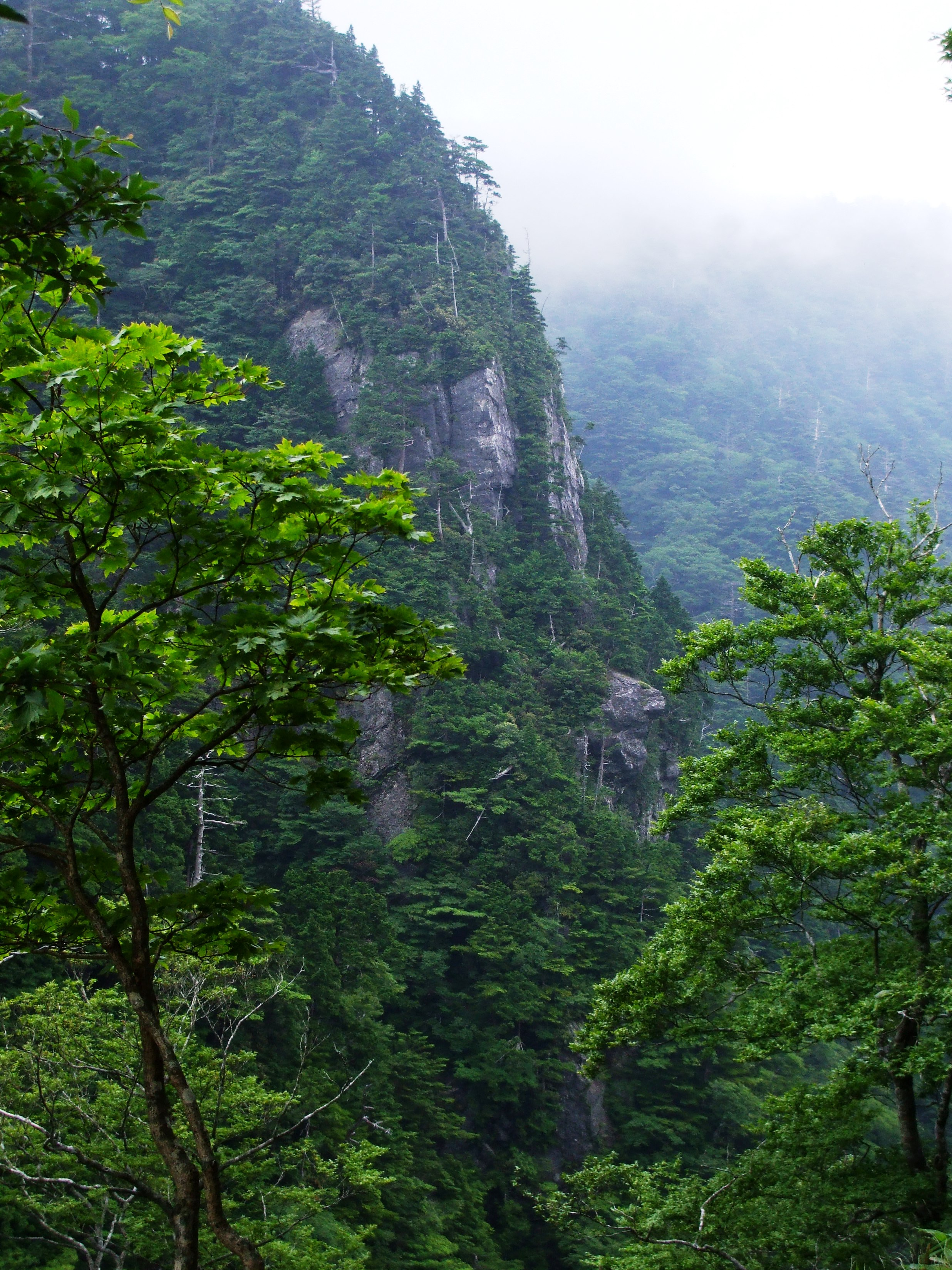
山上ヶ岳岩壁

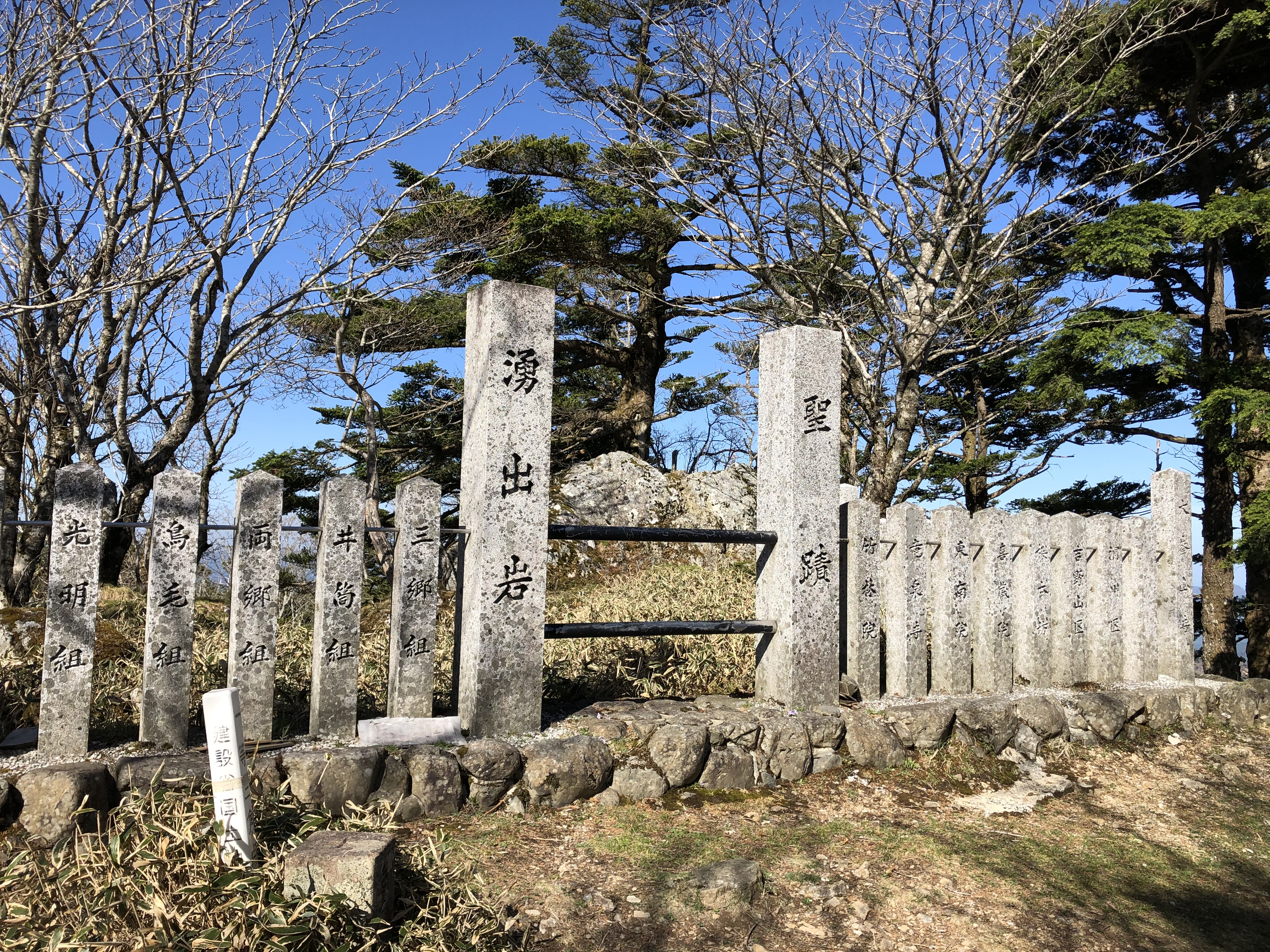
山上ヶ岳山頂（湧出岩）

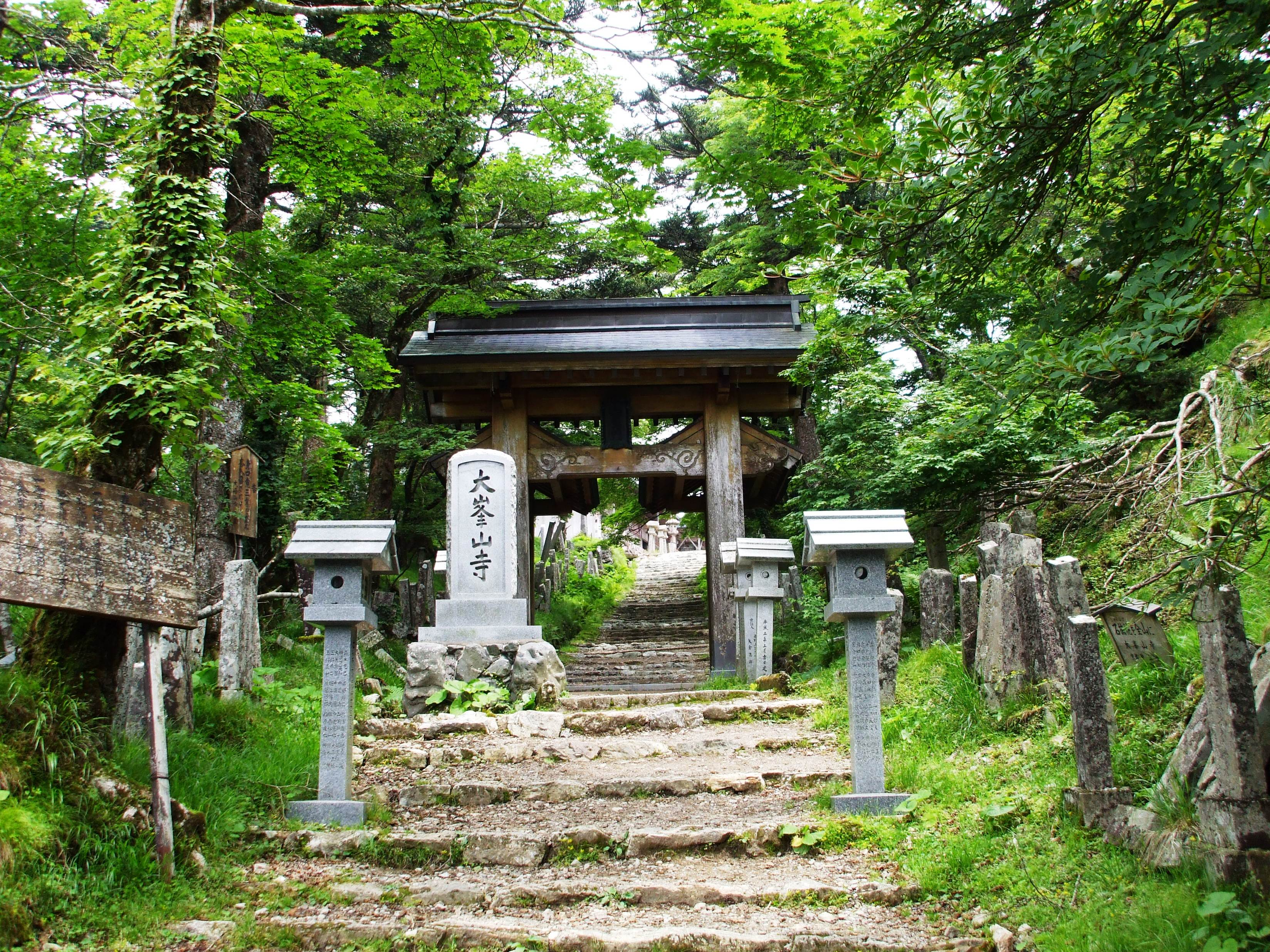
大峯山寺妙覚門（金峯山四門）

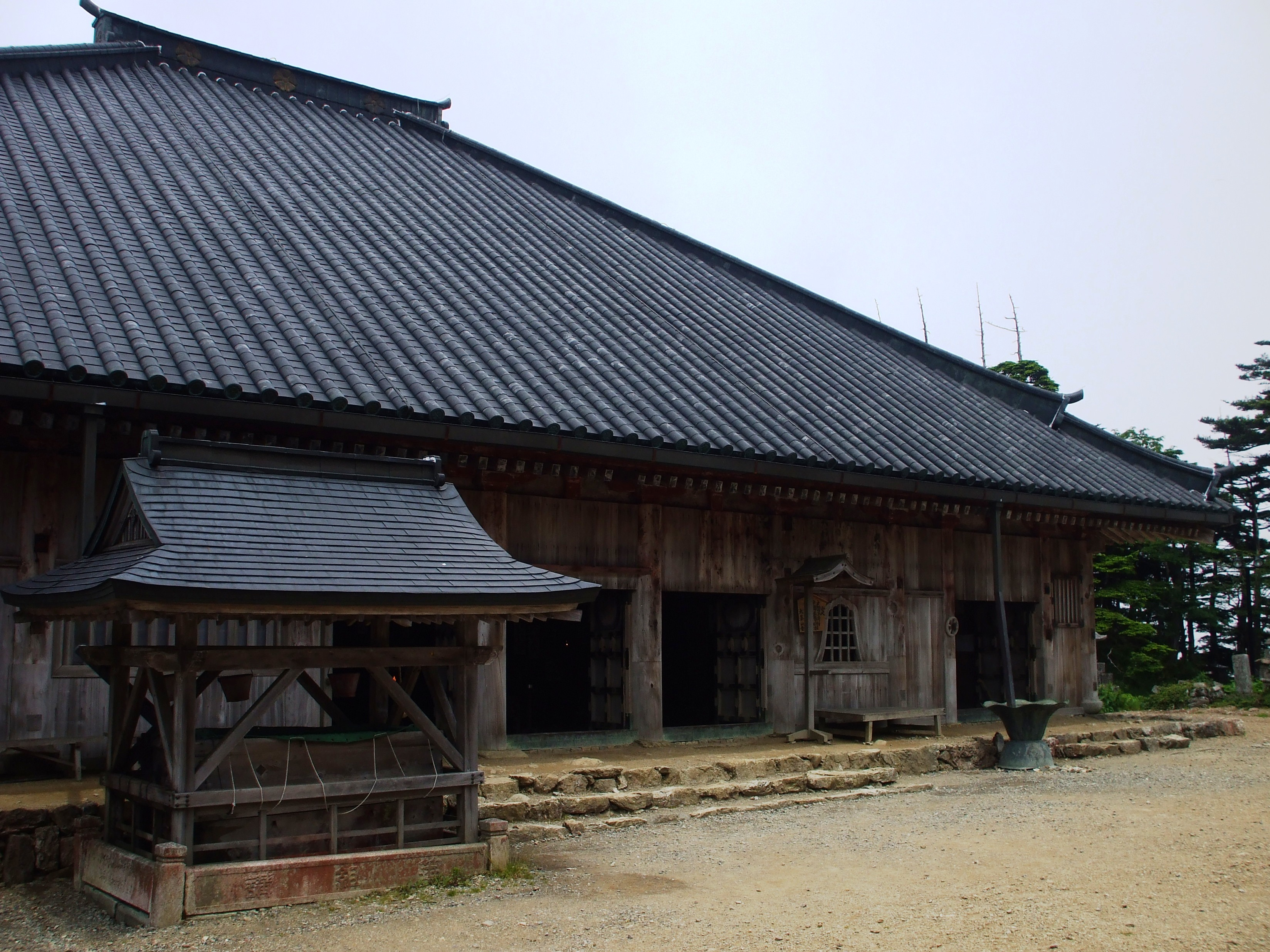
大峯山寺本堂

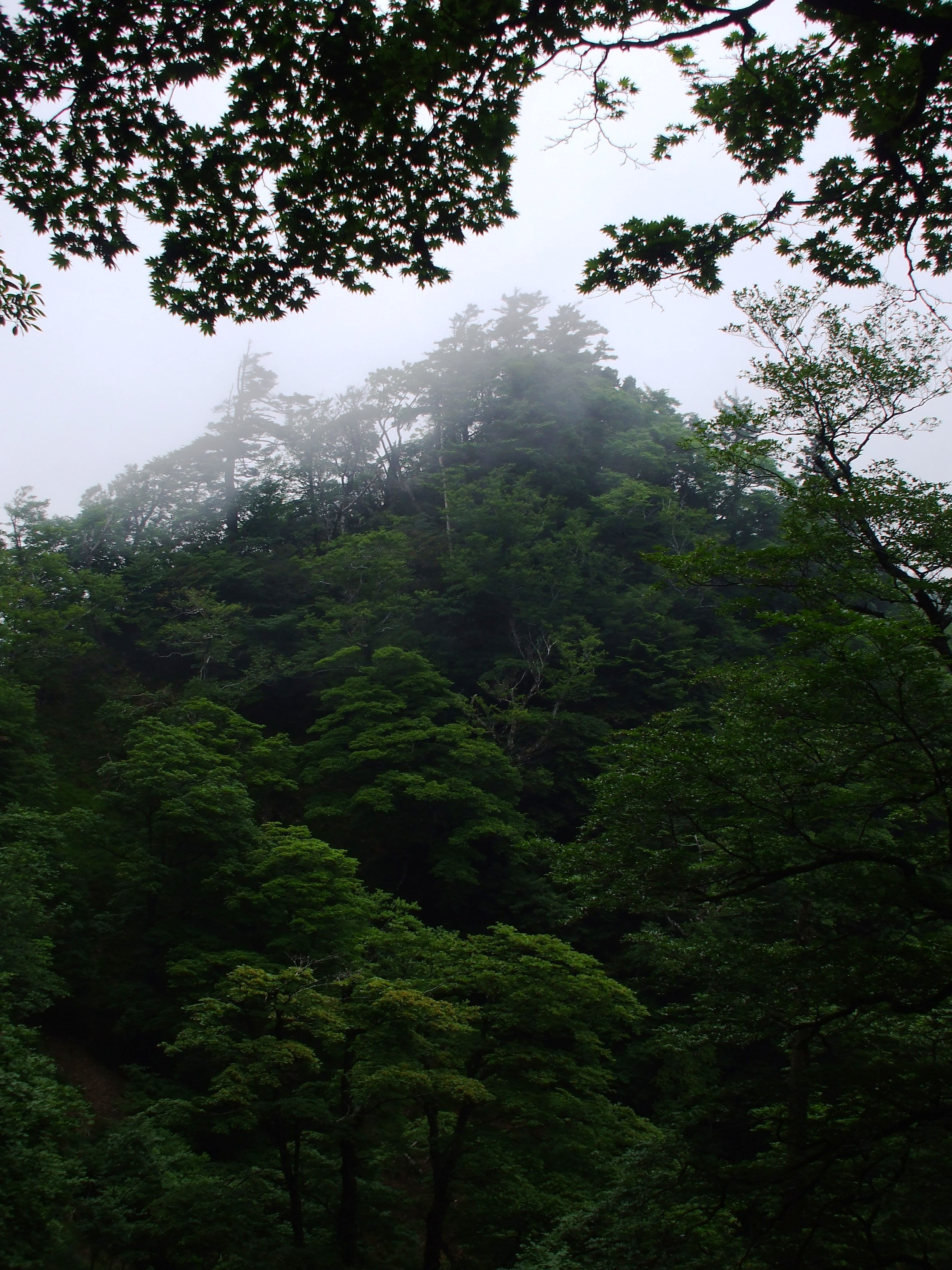
稲村ヶ岳

奈良県吉野郡天川村に位置する。標高1,719 mで日本三百名山。
この一帯は古くから修験道の山として山伏の修行の場であった。道場としての大峯山は、単独の山を指す名前ではなく吉野山から熊野へ続く長い山脈全体を意味している。その中でも山上ヶ岳（旧名：金峯山）の頂上付近には修験道の根本道場である大峯山寺山上蔵王堂があり、山全体を聖域として現在でも女人禁制が維持されている。山上ヶ岳へ通じる登山道には、宗教上の理由により女人禁制である旨を伝える大きな門があり（女人結界門 北緯34度16分04秒 東経135度54分50秒 / 北緯34.26778度 東経135.91389度）、1300年の伝統を守るための協力を依頼した看板が設置されている（これに反対する動きについては女人禁制を参照）。しかし、1929年（昭和4年）には既に女性が登山していたとされ、一部では入れるようになったともいわれる。
1007年（寛弘4年）8月、藤原道長が大峯山の山頂である山上ヶ岳に、自筆の妙法蓮華経、無量義経、観普賢経、阿弥陀経、弥勒上生下成仏経、般若心経など併せて十五巻を銅の筺に納めて埋経した。これに倣った貴族の大峯登拝と埋経が盛んになった。また、道長は1011年（寛弘8年）に御嶽精進をはじめるが、触穢（しょくえ）によって大峯山詣を中止した。道長の埋経は出土しており、大峯参詣の記録を含む日記『御堂関白記』も伝わっている。ちなみに藤原頼通、藤原師通も登山しており、師通は、日記『後二条師通記』に登拝の記録を残している。
山上ヶ岳の麓には門前町として洞川温泉の集落があり、参拝者のための旅館が立ち並んでいる。洞川から大峯大橋までは道路（奈良県道21号大峯山公園線）が整備されて、すぐそばの女人結界門から山頂まで参道が設けられているが、鎖場を登る長く険しい山道が続く。

### 稲村ヶ岳（女人大峯）
奈良県吉野郡天川村に位置する。標高1,726 m.
大日山と稲村ヶ岳の2峰がある。山上辻に稲村ヶ岳の山小屋がある。亜高山植物に富む。
山上ヶ岳では女人禁制が維持されているが、その隣に位置する稲村ヶ岳では、女性信者のための修行の場として1960年（昭和35年）より開放されており、「女人大峯」とも呼ばれる。

### 八経ヶ岳
奈良県吉野郡天川村と上北山村の境界に位置する。標高1,915 m.
八経ヶ岳（八剣山、または仏経ヶ岳）は近畿地方の最高峰で、トウヒやシラベの原生林に覆われている。また初夏にはシャクナゲやシロヤシオが咲き、7月初旬には国の天然記念物オオヤマレンゲが咲く花の山となる。

## 女人禁制
大峰山は宗教的慣習により、1300年間女人禁制を続けてきたと言われている。大峰山の山上ヶ岳は、明治政府が女人禁制を廃止する布告をしたにもかかわらず、その後も女人禁制を宗規とし続けた数少ない山のひとつである。
大峰山は、洞川の龍泉寺、吉野の東南院、喜蔵院、桜本坊、竹林院の5つの護持院が管理しているが、実際に大峰山を管理し女人禁制を存続させる役割を担っているのは、信者、行者、山講である。1936（昭和11）年に「吉野熊野国立公園」の指定を受けた際には、信徒側の決議で女人禁制の解禁の動きが見られたが、寺院側（大峰山寺関係修験道宗三本山である聖護院、醍醐寺、金峰山寺）が伝統を主張し、「地元が繁栄するといふ単なる営利本位」と猛反対したこともあり挫折したという。
結界の外にある龍泉寺もまた女人禁制であったが、1960年の大火を契機に、復興における女性の貢献が大であったこと等から女人禁制を廃止し女性に開放している。
第二次世界大戦以降から現代まで、大峰山への女性の入山について活発な議論が続いており、こうした議論が起こる理由は宗教的なもの以外に、戦後の人手不足、登山ブーム、観光業などがある。林業の人手不足による信徒らの抗議や、観光バスガイドに女性が多いこと、周辺での女性登山客の増加といった理由で、1970年（昭和45年）に結界地域が減らされている。
1997年に、修験道三本山と護持院が役行者没後1300年にあたる2000年を機に女人禁制を解禁するとの提案が公式の場でなされ、大峰山は注目を集めた。当時は、1999年に男女共同参画社会基本法が成立し、男女平等、男女共同参画が21世紀日本の最重要課題と位置づけられた時代であった。大峰山を含む「吉野・大峰・熊野三山」が2004年にユネスコの世界遺産として登録されたこともあり、寺社側の解禁宣言は「世界に開かれた山」という意味合いを含むとも考えられるものだったが、昭和期とは信徒側・寺院側の立場が逆転し、信徒側（地元の人々と役講）が伝統を主張し猛反対したことで頓挫、現在まで実現していない。世界遺産登録に際して女人禁制は問題視され、登録の前後に再び女人禁制廃止に関する議論が高まり、2003年から廃止を求める署名活動が起こり12234筆の署名が内閣に提出されたが、女人禁制のまま世界遺産に登録された。

## 山小屋

### 営業小屋
- 弥山小屋

弥山山頂直下にある。1990年に皇太子徳仁親王が宿泊の際に新装された。
- 稲村ヶ岳山荘

稲村ヶ岳と山上ヶ岳の分岐点の山上辻にある。

### 宿坊
- 山上ヶ岳宿坊

大峯山寺を管理する5寺院の宿坊が山頂直下にある。本来は信者のための宿泊施設であるが、女性以外は誰でも利用可能（女人禁制区域内）。詳細は大峯山寺の項を参照。
- 前鬼宿坊

「小仲坊」がある。大峯奥駈道の終点宿泊所としてや、釈迦ヶ岳の登山基地として利用される。

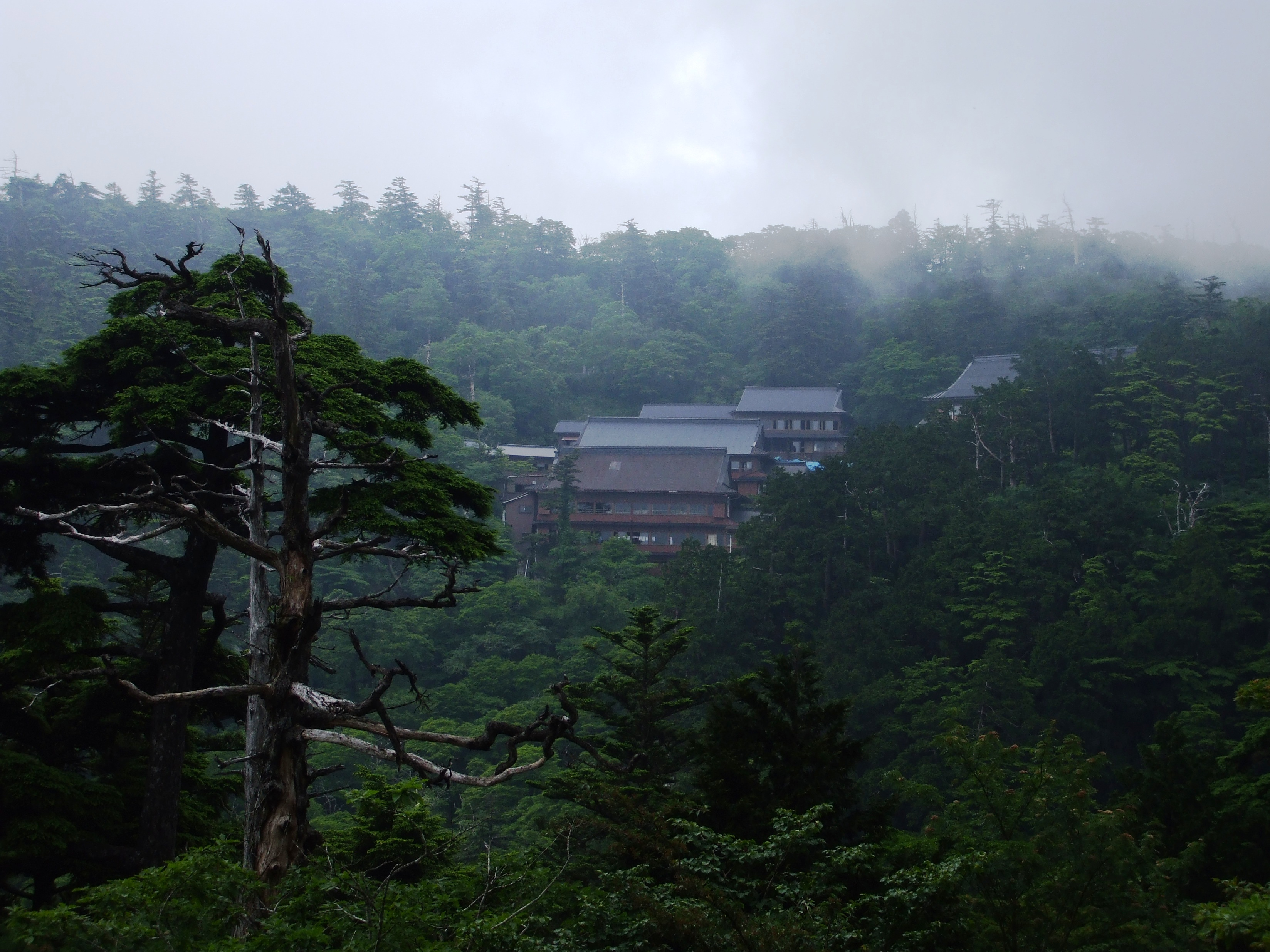
大峯山寺の宿坊（大峯山護持院宿坊）
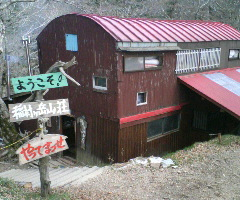
稲村ヶ岳山荘
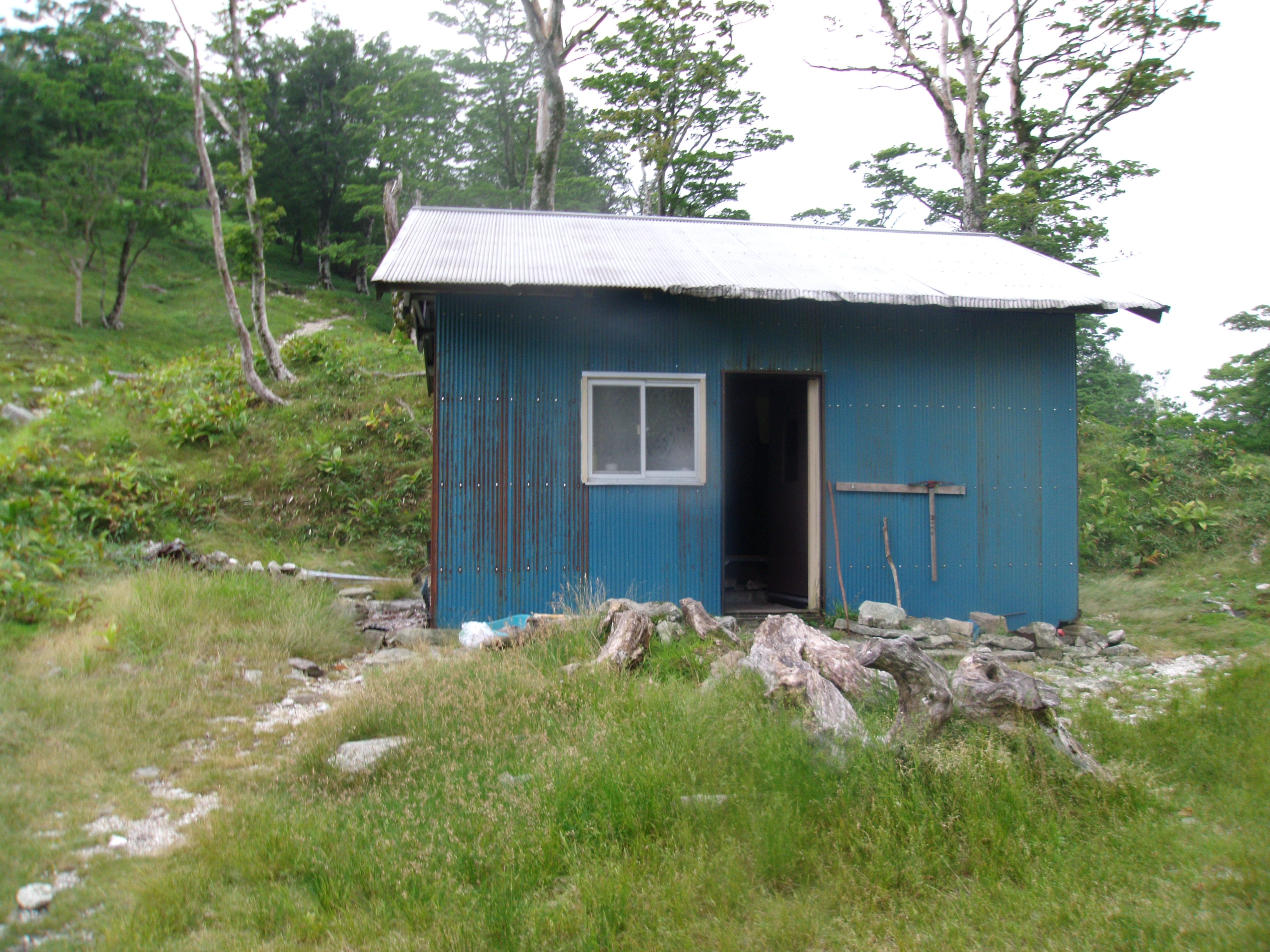
深仙宿避難小屋
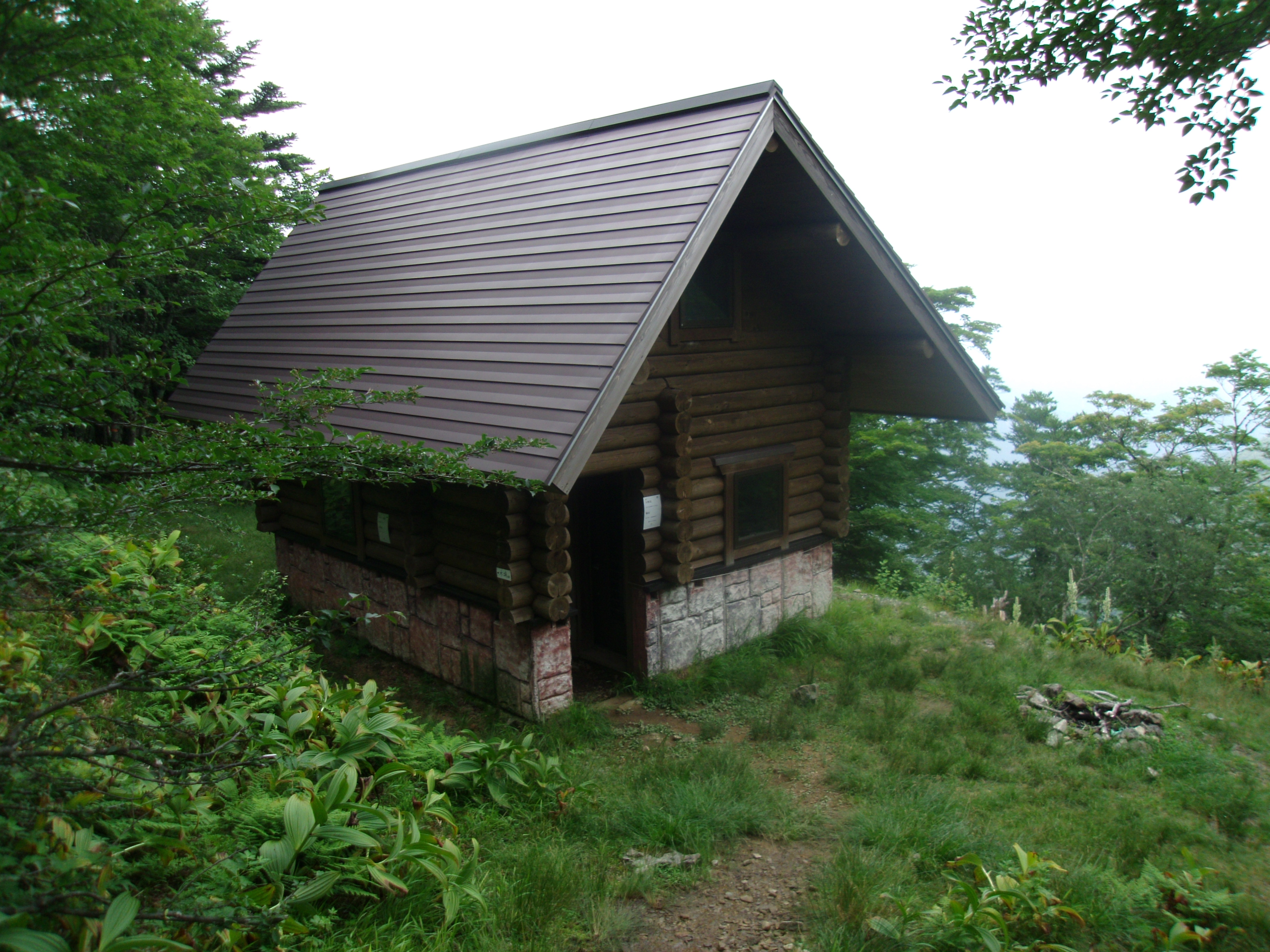
楊子宿避難小屋
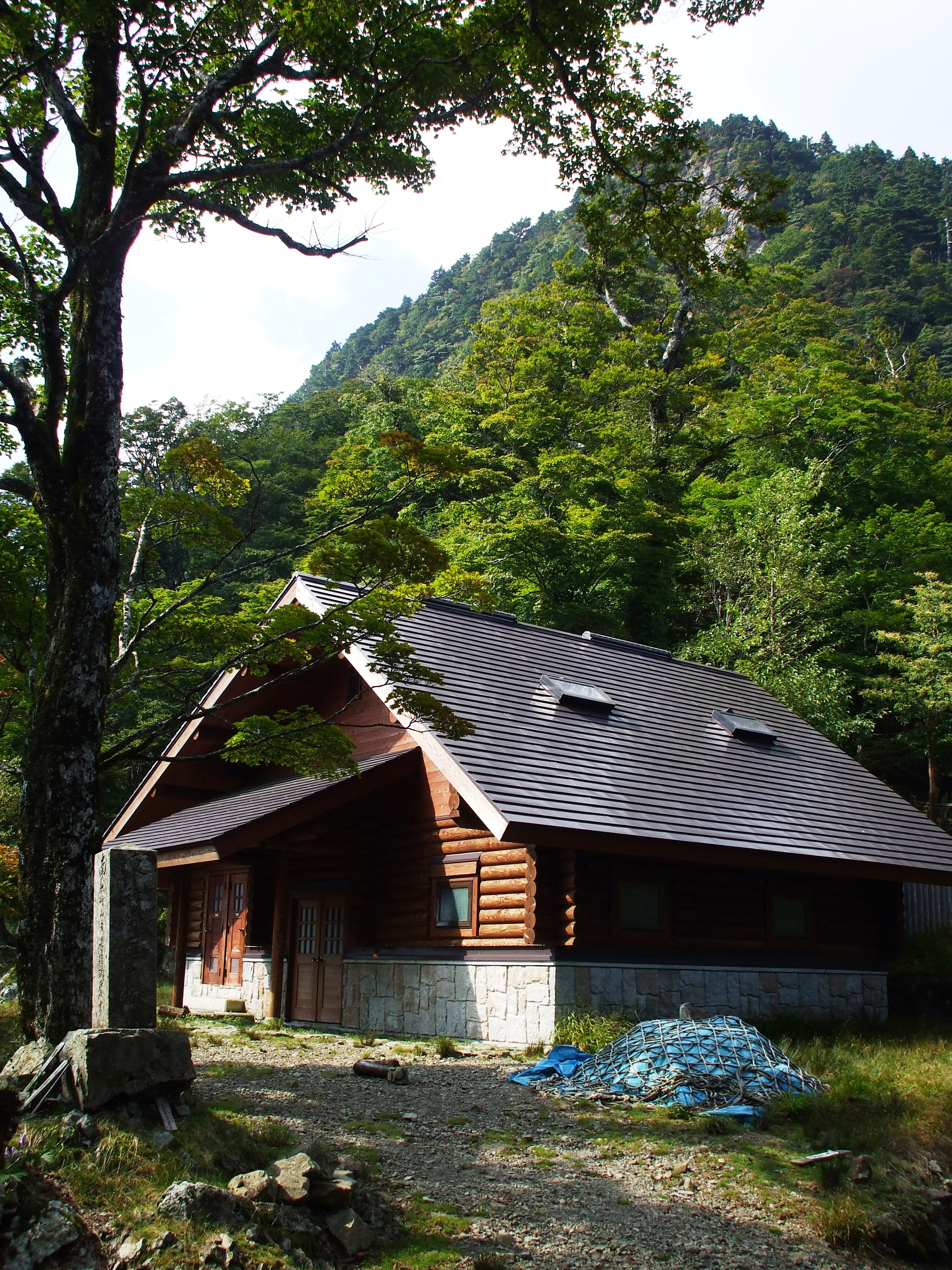
行者還避難小屋

## 出来事
太平洋戦争中の1945年6月1日、大阪大空襲から帰還途中であった米軍のB-29が日本軍機に攻撃され、山上ヶ岳の中腹に墜落した。搭乗員11人のうち、4人はパラシュートで脱出して捕虜となり、大阪の憲兵隊司令部に連行され、玉音放送が流れた直後に処刑された。戦後のアメリカ軍による調査では、2名は射殺、1名は毒殺、1名は死因不明と報告されている。天川村立資料館には2006年に回収されたB-29のエンジンが展示されている。
1999年、僧侶の塩沼亮潤が『大峰千日回峰行』を達成した。この修業は、奈良県吉野山にある金峯山寺蔵王堂から24㎞先の山上ヶ岳頂上にある大峯山寺本堂まで、往復48km、高低差1355mの山道を1000日間歩き続けるもの。大峰山1300年の歴史でこれを達成したのは2人のみである。

### 大峰山に含む山
- 大普賢岳
- 行者還岳
- 弥山
- 八経ヶ岳
- 釈迦ヶ岳
- 玉置山

### 信仰・文化
- 百日回峰行 (大峯)
- 林実利
- 山岳信仰
- 山岳仏教
- 吉野大峯ケーブル自動車 - 当初はロープウェイを当地まで建設する予定であった。